# Scaptomyza gilvivirlia
Scaptomyza gilvivirlia är en tvåvingeart som beskrevs av Hardy 1965. Scaptomyza gilvivirlia ingår i släktet Scaptomyza och familjen daggflugor. Inga underarter finns listade i Catalogue of Life.